# 均勻沉澱
均勻沉澱(homogeneous precipitation)是利用反應物慢慢反應生成沉澱劑，避免局部區域沉澱劑濃度太高，如尿素水解生成OH-之反應為：
(H2N)2CO+3H2O→CO2+2NH+
4+2OH-
此一反應速率和溶液溫度有關，因此加入尿素攪拌均勻，再緩慢加熱可以使溶液中OH-濃度慢慢增加，又不會集中在某一區間，生成沉澱物顆粒大。